# Социальная этика
Социальная этика или этика общественной жизни (англ. social ethics) — раздел прикладной этики, изучающий этические отношения — ценности, цели, обязанности человека в обществе.
Социальная этика позволяет нормативно обосновать групповые, институциональные и корпоративные отношения, а также выработать методы контроля и помощи в решении социальных проблем, таких как сиротство, бедность, обездоленность, помощь нуждающимся, проблемы престарелых, инвалидов. Дисциплина позволяет выработать теорию и практические подходы ответственного существования человека в отношениях с другими людьми и природой, она несёт регулятивную функцию и акцентирует внимание на поступках, которые рождаются в результате системы социально значимых норм и обязательств Таким образом, субъектом социальной этики является социальный институт, позволяющий регулировать общественные отношения с ценностно ориентированной позиции..
Направлениями социальной этики являются, но не ограничиваются ими: политическая этика, экономическая этика, дискурсивная этика, институциональная этика.
Профессор юридических наук Юридической школы в Университете Вандербильта (США) Дон Уэлш определяет основные задачи социальной этики, каждая из которых является ценностно ориентированным действием:
1. Рассмотрение социальных условий и определение проблемных факторов с учетом норм;
2. Анализ возможных действий, которые могут изменить факторы, признанных проблемными;
3. Предписание решений, основанных на изучении проблем и анализа вариантов действий
Социальная этика рассматривает такие понятия, как социальный институт, социальная мораль, социальная справедливость, социальная ответственность, филантропия, патриотизм, космополитизм, социальное доверие.

## Концепции социальной этики
Существует множество подходов к пониманию того, какое устройство социума является справедливым, этичным, моральным, а какое — нет.
В последнее время многие исследователи отмечают перемещение фокуса внимания с индивидуализма на коммунитаризм или на аристотелевское понимание социальной этики. Это связано с тем, что то духовное развитие человека, которое продолжалось на протяжении последних нескольких столетий, было сосредоточено именно на самом индивиде, что вызвало подмену ценности общественного блага личным правом. В связи с этим, популярность приобрело аристотелевское учение об общем благе, а коммунитаристы, переосмысливающие его учение об этом, являются, по сути своих рассуждений, неоаристотелианцами. Один из представителей этого течения философской мысли, Ч. Тэйлор, считал, что только идентификация индивида с общим благом его народа, т.е. патриотизм (в его терминологии) есть основание для существования политически свободного общества. Мыслитель обосновывал это тем, что при верховенстве ценности общего блага, а не индивидуального права, которое является рычагом государственного регулирования и не образует между людьми подлинную глубокую эмоциональную связь, люди объединяются не как индивиды, а как граждане.
Помимо Тэйлора, видным идеологом коммунитаризма является мыслитель А. Макинтайр. Он определял целью человеческого существования достижение всеобщего блага, которое возможно осуществить с помощью добродетелей. Данные идеи философ заимствует у Аристотеля, т. к. они представляются ему верными. Кроме того, полагает Макинтайр, добродетели должны стать основой всего общества, а само оно, помимо всего прочего, должно функционировать на основе тесных межличностных взаимодействий людей, стремящихся в своей совокупности к общему благу. Эти тесные взаимодействия философ определяет как дружбу и саму её называет одной из важнейших добродетелей. Для правильного функционирования общества политические и иные взаимодействия между различного рода субъектами должны быть построены по принципу честности, то есть строиться сообразно некому эталону, стоящему над сферой частных отношений. Кроме того, блага должны распределяться согласно заслугам людей. Здесь Макинтайр, по сути, говорит о концепции дистрибутивной справедливости Аристотеля.
Иной подход к социальной этике и справедливости предложил Джон Ролз в своей книге «Теория справедливости». Его концепцию можно назвать деонтологическим либерализмом. Деонтологический он потому, что философ понимает этичный поступок как выполнение долга, «должный» поступок или «правильный» с точки зрения существующих правил. Справедливое общество, следовательно, должно основываться на некоторой системе общественных правил, определяющих этичность того или иного прецедента, а эти правила в своей совокупности лежат в основе общественных институтов, которые содержат уже конкретные публичные правила, сообразно которым выстраивается общественная иерархия, определяются полномочия властных лиц.
Этическое общество с точки зрения Ролза основано на двух принципах:
1. Каждый имеет равные права и свободы в независимости от каких-либо факторов.
2. Второй принцип составной и включает два утверждения: государство должно обеспечивать равенство возможностей доступа к тем или иным благам, должностям; накопления граждан должны перераспределяться так, чтобы удовлетворять хотя бы в какой-то степени наименее имущих и, следовательно, наиболее нуждающихся.[2][11]

Помимо Макинтайра и Ролза свою теорию общественного распределения благ в рамках социальной этики предложил и М. Уолцер, американский политический философ. Он полагал, что действительно справедливое Распределение возможно только при разноплановом подходе к тем сферам, в которых у человека возникают потребности, будь то экономика, здравоохранение или что-то иное. Для каждого такого аспекта он предлагал выделять критерии, по которым можно было бы определить, насколько сильно человек нуждается в том или ином благе или заслуживает его. При этом, наличие благ в других сферах никак не умаляет его права на получение благ в остальных, так как будут учитываться его потребности и способности исключительно в том или ином аспекте.

## Два способа определения
Существует два основных направления, различающихся подходом к трактованию понятия социальной этики.
1. Социальная этика как совокупность аристотелианских общественных добродетелей или как некоторое количество определённых требований, предъявляемых к человеку как субъекту общественных отношений. Данное понимание социальной этики существует в рамках концепций Аристотеля и Макса Вебера. В современном мире учёные выявляют           такой феномен как коммунитаризм, ставший закономерной реакцией общества на господствовавшие долгое время индивидуалистские ценности, когда каждый человек по отдельности ставил в приоритет исключительно собственные интересы. Поэтому понимание социальной этики как набора некоторых общественных добродетелей и становится таким     привлекательным.
2. Социальная этика как система определённых норм и ценностей, которые призваны регулировать деятельность общественных институтов, самих индивидов и общественной системы в целом. К приверженцам данной концепции относятся такие философы как Джон Ролз, Бернард де Мондевиль и другие.[2]

## Основные проблемы социальной этики

### Социальные институты
Понятие социального института широко используется в классической социологии, так как институты являются важнейшим структурным элементом общества. Социальная этика, главным образом, призвана определить цели существования данных структур, которые бы позволили осуществлять наиболее этически верную регуляцию общественной жизни. Следует отметить, что в рамках данной дисциплины именно институты являются главными компенсаторами морали, так как в условиях анонимизации общества необходимы общественные структуры, характеризующиеся должным уровнем надёжности и позволяющие людям коммуницировать и организовывать совместную деятельность. Таким образом, каждый социальный институт признаётся как возникший вследствие исторической необходимости, в противном случае он не кристаллизуется в достаточной для института степени.
Различные социальные институты призваны не только регулировать совместную деятельность людей, подчиняя её своим внутренним социальным нормам, но и выявлять нарушения этих норм, так как если в рамках одного из институтов имеет место нарушение установленного порядка, то он перестаёт функционировать должным образом. Социальные институты выступают как компенсаторы морали в том смысле, что она приобретает вид устойчивых норм внутри них. Устройство и правила, по которым функционируют институциональные структуры в том или ином государстве являются важным источником информации об этических ориентирах страны.

### Системное зло
Во многих ситуациях общественной жизни возникает необходимость существования системного или структурного зла. Например, жестокость тюремного надзирателя по отношению к заключённому (в разумных пределах, т. к. она также регулируется теми или иными нормами) является нормативной в данном виде общественных отношений. Множество социальных структур предполагают наличие определённого количества системного "зла", которое в том числе будет направлено против нарушителей социальных норм. Однако, допустимые границы данного зла являются одной из проблем социальной этики. Так, Карл Маркс видел истоки личного зла людей в общей неэтичности тех социальных отношений (а он говорил в основном о сфере производства), которые существовали в современной ему эпохе. То есть, вся социальная структура не может и не должна быть целиком построена на неэтичной основе.

### Социальная мораль
Также, одним из важных вопросов, изучаемых социальной этикой как наукой, является соотношение между общественной и личной моралью. С одной стороны, одна группа учёных (в том числе и Маркс) были убеждены, что главенствующую роль занимает именно этика всего общества в целом, а из неё уже вытекает личная мораль каждого индивида. Другой подход говорит о первоначальности именно личной этики по отношению к общественной, то есть если каждый отдельный гражданин поступает неэтично, то и социальные институты будут функционировать соответствующие. В современной социальной этике главенствует концепция, признающая, что некие общечеловеческие ценности, существующие в сознании каждого человека, формируют этичные, соответствующие этим ценностям институты, базирующиеся на них. То есть само функционирование социальных институтов и удовлетворение ими ряда потребностей людей строится именно на общечеловеческих этических нормах, которые одновременно являются и составной частью личной морали, и компонентом социальной морали.

### Справедливость
Проблема обеспечения максимально справедливого общества была актуальной задолго до появления социальной этики как науки. Существует множество трактовок социальной справедливости, из которых можно выделить наиболее яркие. Одной из таких является трактовка справедливости как некий способ устройства общества, ведущий к достижению общего блага. Об этом говорил Аристотель и за ним ряд других философов. Кроме того, справедливость также представляется как некий баланс, соответственно, нарушение общественного баланса в какой-либо сфере — это несправедливость.